# 블루스나핑
블루스나핑(영어: bluesnarfing)은 블루투스 연결을 통해 무선 기기에서 무단으로 정보에 액세스하는 것을 말하며, 주로 휴대전화, 랩톱, 데스크톱, PDA 등의 무선 장치에서 이루어진다. 이를 통해 이메일과 텍스트 메시지, 연락처 목록, 캘린더에 액세스를 할 수 있으며, 일부 전화의 경우 사진과 비디오를 복사할 수 있다. 블루스나핑과 블루재킹 모두 다른 사람의 블루투스 연결을 악용하며, 흔적을 남기지 않는다. 블루재킹은 대상 장치에 데이터를 전송하기만 하므로 큰 피해는 없지만, 블루스나핑은 대상 장치에서 정보를 훔치는 것이다.
공격자는 OBEX Push Profile (OPP)을 사용하며, 대부분 인증이 필요하지 않다. 공격은 OBEX Get Request로 .vcf 파일 (주소록) 또는 .vcs파일 (달력)과 같이 잘 알려진 파일 확장자로 보낸다. 만약 해당 기기의 펌웨어에 버그가 있다면 공격자는 사용자의 기기의 모든 파일에 접근할 수 있다.
현재 모바일 소프트웨어에서는 일반적으로 사용자가 시작한 임시 허용 상태를 사용하고, 콘텐츠를 복사하기 위해 다른 장치와 페어링하기 위한 연결을 허용해야 한다. 과거에는 기기가 명시적으로 페어링되지 않아 블루스나핑이 가능했던 것으로 보인다. 이 취약점이 알려진 후 휴대전화 판매업체들은 블루투스 취약점 보완을 완료했으며, 현재 이 공격에 취약한 최신 휴대전화 모델은 없는 것으로 알려졌다.
블루투스 연결이 켜져 있고 "검색 가능"으로 설정된 장치(범위에 있는 다른 블루투스 장치에서 찾을 수 있음)는 공급업체의 소프트웨어에 취약성이 있는 경우 블루재킹과 블루스나핑에 취약할 수 있다. 이 기능을 끄면, 잠재적 피해자는 블루스나핑으로부터 더 안전할 수 있다. 단, "숨겨진"으로 설정된 기기는 무차별 대입 공격을 통해 장치의 MAC 주소를 추측하여 블루스나핑할 수 있다. 다른 모든 무차별 대입 공격과 마찬가지로, 이 공격 방식의 주요한 어려움은 가능한 MAC 주소들의 개수이다. 블루투스는 48비트 고유 MAC 주소를 사용하며, 이 중 처음 24비트는 제조업체가 공통으로 사용한다. 나머지 24비트는 약 1680만 개의 가능한 조합을 가지고 있으며, 무차별 대입 공격으로 추측하기 위해서는 평균 840만 번의 시도가 필요하다.
무선 네트워크의 인기와 함께 무선 시스템에 대한 공격도 증가했다. 공격자는 조직 네트워크의 액세스 포인트 취약점 또는 무단 무선 장치를 검색하여 네트워크 보안을 우회할 수 있도록 하는 경우가 많다. 자동차나 다른 교통수단을 이용해 넓은 지역에 무선신호를 검색하고 있는 전쟁운전을 통해 로그 접속점과 안전하지 않은 무선 네트워크가 발견되는 경우가 많다. 블루스나핑은 블루투스 프로토콜을 사용하여 전송하는 무선 장치의 정보에 접근하기 위한 공격이다. 모바일 기기의 경우, 이러한 유형의 공격은 국제모바일기기식별코드(IMEI)를 목표로 하는 데 자주 이용된다. 이 데이터에 접근하면 공격자는 사용자가 모르는 사이에 걸려오는 전화와 메시지를 다른 장치로 우회시킬 수 있다.
블루투스 공급업체는 취약한 블루투스 장치를 보유한 고객에게 안전하지 않은 것으로 간주되는 지역에서 블루투스 장치를 끄거나 검색 불가로 설정할 것을 권고한다. 이 블루투스 설정을 통해 사용자는 호환되는 블루투스 제품을 사용할 수 있으면서 다른 블루투스 장치가 이를 검색할 수 없도록 할 수 있다.
블루스나핑은 사생활 침해이기 때문에 대부분의 나라에서 불법이다.

## 같이 보기
- 블루재킹